# Attilio Bettega
Attilio Bettega (Molveno, Itàlia; 19 de febrer de 1953 – Zérubia, Còrsega; 2 de maig de 1985) va ser un pilot de ral·li italià que va disputar el Campionat Mundial de Ral·lis. Va morir tràgicament en un accident durant el Tour de Còrsega al volant d'un Lancia 037 Rally.

## Trajectòria
Bettega inicia la seva carrera esportiva l'any 1972 a proves del Campionat d'Itàlia de Ral·lis i guanyant amb un Autobianchi A112 Abarth l'any 1977 el campionat monomarca Trofeu A112 Abarth. L'any 1978, amb un Lancia Stratos HF, disputa el seu primer ral·li del Campionat Mundial, el Ral·li de Sanremo.
Després d'un pas per l'equip Fiat on aconseguí finalitzar tercer del Ral·li Acròpolis de 1981 amb un Fiat 131 Abarth, l'any 1982 s'incorpora a l'equip Lancia per disputar el Campionat Mundial de Ral·lis. L'any 1983 acabaria en tercera posició tant al Ral·li de Sanremo com al Ral·li de Nova Zelanda. La temporada 1984 acabaria en cinquena posició final del Mundial en un any on aconseguiria acabar segon al Ral·li de Sanremo i tercer al Ral·li de Portugal.
Durante la temporada de 1985 va participar al Ral·li Safari i al Tour de Còrsega, sent en aquesta prova on va tenir l'accident que li va costar la vida. Bettega va perdre el control del seu Lancia Rally 037 i es va estabellar contra un arbre, el qual va parar bruscament el cotxe, que estava a punt de caure al fons d'un barranc. L'impacte del arbre fou tal que el vehicle es va partir en dos meitats en tota la seva longitud, morint Bettega al moment, mentre que el seu copilot Maurizio Perissinot en va sortir il·lès.